# A PFG 2015-16
La temporada A PFG 2015-16 ("А" Футболна Група en búlgaro). fue la 92.ª edición de la Liga A de Bulgaria (A Profesionalna Futbolna Grupa), la primera división del sistema de ligas del fútbol búlgaro. La temporada comenzó el 17 de julio de 2015 y finalizó el 28 de mayo de 2016. El Ludogorest Razsgrad campeón de la temporada anterior defendió con éxito esta condición y obtuvo su quinto campeonato consecutivo.

## Formato de Competición
Los 10 equipos participantes jugaron entre sí todos contra todos cuatro veces teniendo que totalizar 36 partidos, pero por la expulsión de Litex a mitad de temporada terminaron disputando 32 partidos cada uno, al término de la fecha 36, el primer clasificado se coronó campeón y obtuvo un cupo para la Segunda ronda de la Liga de Campeones 2016-17, mientras que el segundo y el tercero obtuvieron un cupo para la Primera ronda de la Liga Europa 2016-17. Por otro lado el último clasificado disputó un play-off contra el subcampeón de la B PFG 2015-16, por un puesto en la A PFG 2016-17
Un tercer cupo para la Segunda ronda de la Liga Europa 2016-17 fue asignado al campeón de la Copa de Bulgaria.

## Ascensos y descensos
Un total de 12 equipos se establecieron para disputar la liga, incluyendo los 10 mejores clubes de la temporada anterior, además de dos clubes provenientes de la división inferior la B PFG.
El 22 de junio de 2015, la BFU anunció la lista final de participantes para la temporada 2015-16. A CSKA Sofía y Lokomotiv Sofia se les negó una licencia profesional esta temporada debido a deudas pendientes y tendrían que competir en la AFG V (Tercera categoría). El grupo se mantuvo en 10 equipos. Marek Dupnitsa y Haskovo, que finalizaron en la parte inferior de la tabla al final de la temporada anterior, también fallaron en recibir una licencia profesional, y fueron relegados a V de grupo.
Los equipos descendidos fueron reemplazados por PFC Montana campeón 2014-15 de la B PFG y Pirin Blagoevgrad subcampeón. Mientras el FC Montana vuelve a la primera división después de dos años, Pirin nuevamente la máxima categoría después de 4 años.
| Pos. | de A PFG 2014-15 |
| ---- | ---------------- |
| 3.º  | Lokomotiv Sofia  |
| 5.º  | CSKA Sofía       |
| 11.º | Marek Dupnitsa   |
| 12.º | Haskovo          |

| Pos. | de B PFG 2014-15  |
| ---- | ----------------- |
| 1.º  | Montana           |
| 2.º  | Pirin Blagoevgrad |

## Equipos
| Club               | Ciudad       | Estadio                  | Capacidad |
| ------------------ | ------------ | ------------------------ | --------- |
| Beroe Stara Zagora | Stara Zagora | Estadio Beroe            | 12.300    |
| Botev Plovdiv      | Plovdiv      | Estadio Hristo Botev (P) | 18.000    |
| Cherno More Varna  | Varna        | Estadio Ticha            | 10.000    |
| Levski Sofía       | Sofía        | Estadio Georgi Asparuhov | 19.200    |
| Litex Lovech       | Lovech       | Estadio Lovech           | 8.100     |
| Lokomotiv Plovdiv  | Plovdiv      | Estadio Lokomotiv        | 10.000    |
| Ludogorets Razgrad | Razgrad      | Ludogorets Arena         | 6.000     |
| Montana            | Montana      | Estadio Ogosta           | 6,000     |
| Pirin Blagoevgrad  | Blagoevgrad  | Estadio Hristo Botev (B) | 7,000     |
| Slavia Sofía       | Sofía        | Estadio Ovcha Kupel      | 15.992    |

## Tabla de posiciones
| Pos. | Equipo                 | Pts. | PJ | G  | E  | P  | GF | GC | Dif. | Clasificación o descenso 2016–17      |
| ---- | ---------------------- | ---- | -- | -- | -- | -- | -- | -- | ---- | ------------------------------------- |
| 1    | Ludogorets Razgrad (C) | 70   | 32 | 21 | 7  | 4  | 55 | 21 | +34  | Segunda ronda de la Liga de Campeones |
| 2    | Levski Sofia           | 56   | 32 | 16 | 8  | 8  | 36 | 18 | +18  | Segunda ronda de la Liga Europa       |
| 3    | Beroe                  | 53   | 32 | 14 | 11 | 7  | 37 | 27 | +10  | Primera ronda de la Liga Europa       |
| 4    | Slavia Sofia           | 49   | 32 | 14 | 7  | 11 | 36 | 29 | +7   | Primera ronda de la Liga Europa       |
| 5    | Lokomotiv Plovdiv      | 49   | 32 | 15 | 4  | 13 | 40 | 45 | −5   |                                       |
| 6    | Cherno More            | 38   | 32 | 10 | 8  | 14 | 36 | 45 | −9   |                                       |
| 7    | Botev Plovdiv          | 33   | 32 | 8  | 9  | 15 | 27 | 44 | −17  |                                       |
| 8    | Pirin Blagoevgrad      | 26   | 32 | 5  | 11 | 16 | 27 | 45 | −18  |                                       |
| 9    | Montana                | 21   | 32 | 4  | 9  | 19 | 23 | 43 | −20  | Play-off de descenso                  |
| 10   | Litex (D)              | 0    | 0  | 0  | 0  | 0  | 0  | 0  | 0    | Expulsado                             |

Actualizado a los partidos jugados el 28 de mayo de 2016.
 Fuente: Soccerway
Notas:
1. ↑  El 16 de diciembre de 2015, Litex fue expulsado de la liga, luego de que sus jugadores abandonaron el terreno de juego en protesta por las decisiones arbitrales en el partido que disputó el 12 de diciembre ante el Levski Sofía.[3][4][5] El 20 de enero se anuncio que Litex sería descendido a la Segunda Liga.[6] Todos los resultados y partidos que hasta el momento había disputado el Litex fueron anulados.[7]

## Resultados
| Local \ Visitante  | BER | BOT | CMO | LEV | LPL | LUD | MON | PIR | SLA |
| ------------------ | --- | --- | --- | --- | --- | --- | --- | --- | --- |
| Beroe              | —   | 0–0 | 1–1 | 1–0 | 2–0 | 0–0 | 0–0 | 1–0 | 1–2 |
| Botev Plovdiv      | 1–3 | —   | 2–1 | 1–1 | 1–1 | 0–1 | 1–0 | 1–0 | 0–1 |
| Cherno More        | 0–3 | 1–2 | —   | 0–1 | 2–1 | 2–3 | 1–0 | 1–0 | 1–0 |
| Levski Sofia       | 2–0 | 1–0 | 1–0 | —   | 1–0 | 1–1 | 2–0 | 0–0 | 2–0 |
| Lokomotiv Plovdiv  | 1–2 | 2–1 | 1–3 | 1–0 | —   | 2–0 | 1–0 | 2–1 | 2–0 |
| Ludogorets Razgrad | 5–0 | 2–1 | 1–1 | 2–0 | 1–0 | —   | 2–0 | 0–0 | 1–1 |
| Montana            | 1–0 | 6–0 | 0–4 | 0–2 | 2–0 | 1–1 | —   | 1–1 | 1–2 |
| Pirin Blagoevgrad  | 0–1 | 0–1 | 1–1 | 1–0 | 3–0 | 0–3 | 0–0 | —   | 0–3 |
| Slavia Sofia       | 0–0 | 2–0 | 0–1 | 0–1 | 3–0 | 0–1 | 1–0 | 0–0 | —   |

| Local \ Visitante  | BER | BOT | CMO | LEV | LPL | LUD | MON | PIR | SLA |
| ------------------ | --- | --- | --- | --- | --- | --- | --- | --- | --- |
| Beroe              | —   | 1–1 | 0–0 | 2–1 | 5–2 | 0–2 | 2–1 | 3–1 | 1–1 |
| Botev Plovdiv      | 0–1 | —   | 3–1 | 0–0 | 1–0 | 2–1 | 2–2 | 2–2 | 0–1 |
| Cherno More        | 1–0 | 3–0 | —   | 0–2 | 1–1 | 0–2 | 1–1 | 1–1 | 3–2 |
| Levski Sofia       | 1–0 | 3–0 | 5–1 | —   | 2–3 | 0–0 | 0–0 | 3–1 | 0–1 |
| Lokomotiv Plovdiv  | 1–1 | 2–1 | 2–1 | 1–1 | —   | 2–1 | 2–0 | 4–2 | 3–1 |
| Ludogorets Razgrad | 0–2 | 1–0 | 2–1 | 2–1 | 2–0 | —   | 2–1 | 4–1 | 3–1 |
| Montana            | 1–3 | 1–1 | 3–2 | 0–1 | 0–1 | 0–1 | —   | 0–1 | 0–3 |
| Pirin Blagoevgrad  | 1–1 | 2–2 | 4–0 | 0–1 | 1–2 | 1–3 | 0–0 | —   | 0–3 |
| Slavia Sofia       | 0–0 | 1–0 | 0–0 | 0–0 | 3–0 | 0–5 | 3–1 | 1–2 | —   |

## Playoff descenso
| 4 de junio de 2016, 19:00 | Montana                   | 2:1 (0:0) | Pomorie        | Trace Arena, Stara Zagora                               |                                                         |
|                           | - Georgie 54' - Iliev 86' | Reporte   | - 73' Bozhinov | Asistencia: 1.500 espectadores Árbitro(s): Nikola Popov | Asistencia: 1.500 espectadores Árbitro(s): Nikola Popov |

## Máximos goleadores
Detalle con los máximos goleadores de la A PFG, de acuerdo con los datos oficiales de la Unión de Fútbol de Bulgaria.
- Datos según la página oficial de la competición.

| Pos. | Jugador               | Club               | Goles |
| ---- | --------------------- | ------------------ | ----- |
| 1    | Martin Kamburov       | Lokomotiv Plovdiv  | 18    |
| 2    | Claudiu Keșerü        | Ludogorets Razgrad | 15    |
| 3    | Mathias Coureur       | Cherno More        | 11    |
| 4    | Martin Toshev         | Pirin Blagoevgrad  | 10    |
| 5    | Wanderson             | Ludogorets Razgrad | 9     |
| 6    | Ventsislav Hristov    | Levski Sofia       | 8     |
| 7    | Marcelinho            | Ludogorets Razgrad | 7     |
| 7    | Ivaylo Dimitrov       | Slavia Sofia       | 7     |
| 7    | Lachezar Baltanov     | Botev Plovdiv      | 7     |
| 7    | Jonathan Cafú         | Ludogorets Razgrad | 7     |
| 7    | Borislav Baldzhiyski1 | Slavia Sofia       | 7     |
| 12   | Anton Karachanakov    | Slavia Sofia       | 6     |
| 12   | Roman Procházka       | Levski Sofia       | 6     |
| 12   | Ivan Minchev          | Montana            | 6     |
| 12   | Ismail Isa            | Beroe Stara Zagora | 6     |
| 12   | Bjørn Johnsen         | Litex Lovech       | 6     |